# Highway to Hell
Highway to Hell és el sisè àlbum de la banda Australiana AC/DC, va sortir a la venda el 1979. Totes les seves cançons van ser compostes per Angus Young, Malcolm Young, i Bon Scott.
El 25 de maig de 2006, Highway to Hell va ser certificat 7 discos de platí per la RIAA.
El 2003, l'àlbum va quedar en el lloc 199 en Llista dels 500 millors discs de tots els temps segons Rolling Stone.

## Llistat de cançons
1. "Highway to Hell" - 3:26
2. "Girls Got Rhythm" - 3:23
3. "Walk All Over You" - 5:08
4. "Touch Too Much" - 4:24
5. "Beating Around the Bush" - 3:55
6. "Shot Down in Flames - 3:21
7. "Get it Hot - 2:24
8. "If You Want Blood (You've Got It) - 4:37
9. "Love Hungry Man - 4:14
10. "Night Prowler - 6:13

## Components
- Bon Scott
- Angus Young
- Malcolm Young
- Cliff Williams
- Phil Rudd